# 日吉町 (所沢市)
日吉町（ひよしちょう）は、埼玉県所沢市にある町名。 単独町名で丁目の設定は無い。郵便番号は、359-1123。

## 地理
所沢市内の中央南部、所沢地区に所属し、西武新宿線・池袋線所沢駅西口に接する比較的狭小なエリアで、北から時計回りに東町、旭町、くすのき台、久米（飛び地）、東住吉、西住吉、寿町と隣接する。
町内は概ね駅前商業地域で、「プロペ通り」と呼ばれるレンガ造りの歩行者天国となる駅前商店街などがあり、また南北に埼玉県道337号久米所沢線が通っている。

## 歴史
- 1968年（昭和43年）8月1日 - 住居表示実施により、大字所沢の一部から日吉町が成立する[6]。

## 交通
- 西武鉄道（新宿線・池袋線）所沢駅 西口

道路
- 埼玉県道337号久米所沢線
- 「プロペ通り[5]」

交差点
- 「所沢駅西口入口」交差点

バス
所沢駅#バス参照。

## 世帯数と人口
2017年（平成29年）9月30日現在の世帯数と人口は以下の通りである。
| 町丁   | 世帯数  | 人口  |
| ------ | ------- | ----- |
| 日吉町 | 437世帯 | 772人 |

## 施設
公共
- 所沢駅前交番

商業
- 所沢日吉郵便局
- 所沢第一生命ビルディング
- ワルツ所沢・西武所沢S.C.
- Grand Emio所沢

※駅の住所は、東口側のくすのき台1丁目
ほか所沢駅#西口を参照

## 小・中学校の学区
市立小・中学校に通う場合の学区（校区）は以下の通り。
| 町丁   | 番・番地 | 小学校                     | 中学校                         |
| ------ | -------- | -------------------------- | ------------------------------ |
| 日吉町 | 全域     | 所沢市立所沢小学校（元町） | 所沢市立所沢中学校（けやき台） |